# سالم النجراني
سالم النجراني (بالإنجليزية: Salem Al-Najrani)‏؛ مواليد 8 نوفمبر 1996 في، السعودية، هو لاعب كرة قدم سعودي يلعب في نادي الهدى.

## مسيرة اللاعب
مثل نادي القادسية في الفئات السنية ووقع مع نادي النجوم في عام 2017 و انظم إلى نادي الفتح مطلع عام 2018 و انتقل إلى نادي نجران في عام 2019 و انتقل إلى نادي الخليج في عام 2020 و بعدها عاد إلى نادي نجران و بعدها انتقل إلى نادي الزلفي وبعدها إلى نادي الهدى.

## روابط خارجية
- سالم النجراني على موقع قاعدة بيانات كرة القدم.إي يو (الإنجليزية)
- سالم النجراني على موقع Soccerway.com (الإنجليزية)